# République socialiste soviétique carélo-finnoise
1940–1956
Entités précédentes :
- RSSA de Carélie (au sein de la RSFSR) (1940)
- République démocratique finlandaise (1940)

Entités suivantes :
- RSSA de Carélie (au sein de la RSFSR) (1956)

La République socialiste soviétique carélo-finnoise (en finnois : Karjalais-suomalainen sosialistinen neuvostotasavalta ; en russe : Карело-Финская Советская Социалистическая Республика, Karelo-Finskaïa Sovetskaïa Sotsialistitcheskaïa Respoublika) est une république socialiste de l’Union soviétique qui exista de 1940 à 1956.

## Historique
La République socialiste soviétique carélo-finnoise a été créée le 31 mars 1940 par la fusion de la première RSSA de Carélie avec la République démocratique finlandaise. Cette dernière avait été créée à partir des territoires cédés par la Finlande à l'URSS à la suite de la guerre d'Hiver, conflit terminé par le traité de Moscou de 1940 ; à savoir l'isthme de Carélie et la Carélie-Ladoga, comportant notamment les villes de Sortavala et Vyborg (appelée alors Viipuri, qui était la deuxième ville de Finlande). Lors de cet épisode, l'ensemble de la population de la Carélie finlandaise passant sous contrôle soviétique, soit 422 000 personnes, a été évacué vers le reste de la Finlande, et ces territoires ont été repeuplés par des familles venues d'autres régions de l'Union soviétique.
Au cours de la guerre de Continuation, à partir de 1941, la Finlande réoccupe ces territoires. En 1944, l'Union soviétique se réapproprie la zone, ce qui a été reconnu par la Finlande lors de l'armistice de Moscou (19 septembre 1944 et lors du traité de paix de Paris de 1947. Les Caréliens sont à nouveau évacués, pour ceux qui le souhaitent. L'isthme de Carélie et Vyborg sont alors incorporés à l'oblast de Léningrad, mais pas la Carélie-Ladoga, qui demeure dans le giron de la RSS carélo-finnoise.
Le 16 juillet 1956, la république fut incorporée à la RSFS de Russie, avec le statut de république socialiste soviétique autonome (RSSA de Carélie).
Elle est devenue la république de Carélie, subdivision de la fédération de Russie, depuis le 13 novembre 1991. Caréliens et Finnois constituaient toujours une minorité ethnique, représentant environ 10 % de la population de la république socialiste soviétique carélo-finnoise. Cela constituait une exception, puisqu'au crépuscule de l'URSS, il s'agissait de la seule RSS où la nationalité titulaire était mise en minorité dans sa propre république (la RSS du Kazakhstan était aussi dans ce cas après la Grande Guerre patriotique). Cela constitue une des raisons qui ont mené à ce que la RSS carélo-finnoise soit dissoute et incorporée à la RSFS de Russie. Une blague soviétique dit qu'il n'y avait en fait que deux Finnois en Carélie, Finkelstein et Fininspektor, qui n'étaient en fait qu'une seule personne : le juif Finkelstein, inspecteur des finances.

## Politique
Le président du Soviet suprême de la république carélo-finnoise (1940-1956) était le dirigeant communiste finlandais Otto Wille Kuusinen. Au sein de la république, il existait également un parti communiste distinct de celui de Moscou, le Parti communiste carélo-finnois, dirigé dans les années 1940 par G. N. Koupriyanov.

## Présidents du Præsidium du Soviet suprême
| Nom                           | Entrée en fonction | Fin d'exercice  |
| ----------------------------- | ------------------ | --------------- |
| Mark Vassiliévitch Gorbatchev | 31 mars 1940       | 11 juillet 1940 |
| Otto Vilgelmovitch Kuusinen   | 11 juillet 1940    | 16 juillet 1956 |

## Présidents du Conseil des commissaires du peuple (à partir de 1946 présidents du Conseil des ministres)
| Nom                          | Entrée en fonction | Fin d'exercice  |
| ---------------------------- | ------------------ | --------------- |
| I.P. Babkine (de facto)      | 31 mars 1940       | 1940            |
| Pavel Stepanovitch Prokkonen | 1940               | février 1947    |
| Voldemar Virolainen          | février 1947       | 24 février 1950 |
| Pavel Stepanovitch Prokkonen | 1950               | 16 juillet 1956 |